# Стефан (Калаиджишвили)
Митрополит Стефан (в миру Стефан Григорьевич Калаиджишвили, груз. სტეფანე გრიგოლის ძე კალაიჯიშვილი; 9 февраля 1959, Ахалцихе) — епископ Грузинской Православной Церкви, митрополит Цагерский и Лентехский.

## Биография
По собственному признанию впервые соприкоснулся с православной верой благодаря своей бабушке.
В 1976 году поступил на факультет автоматики и вычислительной техники Грузинского политехнического института в Тбилиси. У него появились друзья, которые ходили в церковь; иногда вместе с ними он и сам стал заходить в церковь, но лишь ненадолго. В первые годы после прихода на патриарший престол католикоса-патриарха Илии II, в молодёжи Грузии появилась тяга к Церкви. По его свидетельству:

Все мои друзья потянулись к Церкви, и я, конечно же, вместе с ними. Но тогда наша «церковность» имела не совсем религиозный характер. Мы просто были против коммунистов, и раз они запрещали ходить в Церковь, мы из принципа ходили туда… Мы считали, что ограничивать веру и жить без веры было неправильным, но в чём была истинность веры, мы не совсем понимали. Мы знали, что Бог существует и что нужно ходить в церковь, но как и что надо делать, чтобы обрести веру, этого не знали. Во всяком случае, для нас ходить в церковь в то время было делом чести.
В 1981 году окончил Тбилисский технический университет и жил в Ахалцихе. В 1983 году город вновь стал епархиальным центром, а он с друзьями создал фольклорный ансамбль и они решили петь в епархиальном храме. Епископ Ахалцихский Анания (Джапаридзе) принял их как певчих.
В 1988 году, будучи председателем региональной организации Общества Шота Руставели, старался помогать Церкви всем чем мог и вместе с соратниками пошёл помогать в возрождении Сафарской обители Саввы Освященного. Живя там ему стала открываться духовная церковная жизнь, появился духовный наставник — настоятель Сафарского монастыря Сергий (Чекуришвили). Вскоре ушел из монастыря, так как считал, что не сможет вести монашескую жизнь, и в 1990 году поступил на исторический факультет Ахалцихского филиала Тбилисского государственного университета. Но потом так сложились обстоятельства, что он вернулся в монастырь уже с твердым решением стать монахом.
В 1994 году епископ Ахалцихского и Самцхе-Джавахетинский Сергий (Чекуришвили) рукоположил его во диакона. Некоторое время он проходил испытание будучи преподавателем Ахалцихской духовной семинарии, которая действовала при монастыре. В 1996 году епископом Сергием пострижен в монашество. В том же году он же рукоположил его в сан иеромонаха и отец Стефан был назначен настоятелем Сафарского монастыря. В 1997 году был возведён в достоинство игумена.
Затем владыка Сергий назначил ему послушание быть проректором Ахалцихской семинарии и настоятелем храма Александра Невского в городе Абастумани.
В 1999 году патриарх Илия II и новый владыка Ахалцихский Феодор благословили его вместе с тремя семинаристами 4-го курса восстановить Чулевский монастырь святого Георгия Победоносца. Там были развалины, вначале новая братия жила в кузове военной машины, затем в вагончике. До своего избрания епископом успел отстроить монашеские кельи.
17 октября 2002 году решением Священного Синода Грузинской православной церкви избран епископом Цагерским и Лентехским. Его архиерейская хиротония последовала 27 октября 2002 года.
9 сентября 2010 года возведён в сан архиепископа.
В 2010 году нашёл мощи преподобного Максима Исповедника. Возглавил исследования этих мощей специалистами из разных стран с целью подтверждения их подлинности. В октябре 2015 года был объявлен и зачитан результат исследований, показавших, что мощи, обретенные в 2010 году в Цагери, действительно принадлежат прп. Максиму Исповеднику и являются бесценным богатством и сокровищем Грузинской Церкви.
1 ноября 2015 года в кафедральном соборе Святой Троицы в городе Тбилиси был возведён в сан митрополита.